# Leatherface (película)
Leatherface es una película de horror para television dirigida por Alexandre Bustillo y Julien Maury y escrita por Seth M. Sherwood, es la octava entrega de la franquicia The Texas Chainsaw Massacre y una precuela de la cinta original de 1974; The Texas Chain Saw Massacre. Está protagonizado por Sam Strike, Lili Taylor, Stephen Dorff y Vanessa Grasse, la cinta se ambienta en la infancia y adolescencia de Leatherface.

## Argumento
La película torna lugar 18 años antes de los sucesos de la cinta original, y muestra cómo Jedediah Sawyer (Sam Strike), un niño, se convierte en el infame Leatherface. Jed es obligado a matar a un ladrón de cerdo (Velizar Peev) durante su cumpleaños número 8, pero él lo rechaza haciendo que el Abuelo Sawyer (Eduard Parsehyan) lo termine de matar con un mazo en la cabeza.
Días después, en la carretera de Texas, una camioneta pasa donde se encuentra una pareja de jóvenes, Betty Hartman (Lorina Kamburova) y Ted Hardesty (Julian Kostov) (el futuro padre de Sally Hardesty), quienes van a la preparatoria, pero por un descuido casi atropellan a Jed disfrazado de cerdo. Betty baja de la camioneta para ver, pero Jed la llama para pedir ayuda. Mientras la joven lo sigue a un viejo Granero en ruinas, es asesinada por Drayton (Dimo Alexiev) y Nubbins Sawyer (Asen Mutafchiev) los hermanos de Jed. Minutos más tarde, la policía arresta a Drayton que será llevado a la Cárcel, mientras que Jed es llevado a un Hospital psiquiátrico.

### 10 años después
A Jed le cambian el nombre a Jackson Sawyer para ocultar su antigua identidad. En una noche escapa junto a unos reclusos, Bud (Sam Coleman), Ike (James Bloor) y Clarice (Jessica Madsen) para llegar a su libertad, y una joven enfermera, Lizzy (Vanessa Grasse), es secuestrada por el grupo. Al día siguiente el Comisario Hartman (Stephen Dorff) (un policía con Trastorno) se entera de que Jackson ha escapado y quiere perseguirlo por la muerte de su hija a manos de los Sawyer.
El grupo entra a un Restaurante de texas para almorzar. Allí, Ike y Clarice empiezan a masacrar con un Rifle a unos clientes y hurtar los restantes, Ike también asesina a la camarera Tammy (Nicole Andrews). Los jóvenes huyen del restaurante y roban un auto. El grupo se detiene al quedarse sin gasolina en el auto en medio de un Bosque. Los chicos encuentran una Casa Rodante abandonada donde planean esconderse, y Ike y Clarice empiezan a tener Sexo con un cadáver que estaba en una habitación. En la noche cuando todos están dormidos, Lizzy aprovecha el momento para escapar, sin darse cuenta de que Ike la estaba siguiendo e intenta violarla. En eso Jackson aparece y lo golpea hasta que vienen Clarice y Bud. Ike insulta a Bud llamándolo estúpido y el grupo lo deja solo. Ike va a orinar y cuando termina Bud lo golpea con una rama fuerte y le aplasta el Cráneo hasta matarlo.
Al día siguiente, Clarice se preocupa por Ike y sale a buscarlo, Jackson y Lizzy van a buscar a Bud para escapar y lo encuentran durmiendo con el cadáver de Ike, Clarice es atrapada por Hartman y otros oficiales. Al ser detenida, Clarice se burla de la muerte de Betty, haciendo que Hartman se enfurezca y le dispara en la boca, matándola. Los muchachos huyen de la policía y se esconden dentro del cuerpo de una Vaca muerta y en descomposición, cuando los oficiales se van los chicos salen de la vaca empapados de sangre y caminan por el Prado. Al llegar a la carretera una patrulla aparece y sale un policía que le dispara a Bud en la cabeza. Jackson, furioso, asesina también el policía y entra a la patrulla con Lizzy sin percatarse de que Hartman los sigue. Este dispara en las Mejillas de Jackson y luego le dispara a Lizzy, dejándola herida y haciendo que la patrulla choque con una cerca y vuelque.
En la noche, Lizzy despierta y es secuestrada por Hartman que la tiene de rehén en el viejo Granero, Hartman intenta matar a Jackson al igual que le hicieron a su hija, justamente cuando viene Verna Sawyer (Lili Taylor) la madre de Jackson con la motosierra. Drayton lastima a Hartman con un Archa y se lo llevan junto a Lizzy a la casa de los Sawyer. Verna le cose la cara a Jackson y le pone un Bozal, Lizzy logra desatarse para huir pero Hartman pide que lo ayude,  Se dirigen hacia el comedor donde hay Calaveras por todas partes, y cuando están por salir de la casa son atrapados por Drayton y Nubbins (Dejan Angelov). Hartman es colocado en el sofá y Jackson aparece y lo asesina con la motosierra, cortándole el Torso. Lizzy golpea a Nubbins y sale de la casa por la puerta trasera para huir mientras que Verna, Drayton, Nubbins y Jackson la siguen por el bosque mientras que Lizzy corre, pero la atrapa una Trampa para Osos. Lizzy le dice a Jackson que juntos podrán salir de esto, una excusa para no morir, pero Verna le dice de que no la escuche y que la mate. Jackson toma la decisión de matar a Lizzy cortándole la cabeza con la motosierra, Verna lo felicita.
Al día siguiente, Verna quema la ropa de Hartman y Lizzy, Drayton y Nubbins le dan a los cerdos la carne de ellos y Jackson se hace una máscara con las caras de Hartman y Lizzy, cuando se la pone se agrega Lápiz labial en la boca cuando se mira al Espejo agarra una Tijera y rompe el vidrio, la película se torna en negro y termina.

## Reparto
- Stephen Dorff como Comisario Hal Hartman.
- Vanessa Grasse como Elizabeth "Lizzy" White.
- Sam Strike como Jedediah Sawyer (Jackson) (Leatherface).
- Lili Taylor como Verna Sawyer.
- Finn Jones como Alguacil Sorrells.
- Sam Coleman como Bud.
- Jessica Madsen como Clarice.
- James Bloor como Ike.
- Chris Adamson como Doctor Lang.
- Nicole Andrews como Tammy.

## Producción

### Concepto
El 13 de enero de 2013 debido al medio éxito de Texas Chainsaw 3D, los productores de Millennium Films idearon una precuela a la que llamarían Texas Chainsaw 4 y que empezarían a grabar en ese mismo año en el estado de Luisiana. A pesar de que ha habido más de una media docena de películas de la franquicia, incluyendo los distintos remakes y precuelas, si la cinta llegaría con el nombre de Texas Chainsaw 4 muchos lo llegarían a tomar como una secuela de la tercera película Leatherface: Texas Chainsaw Massacre III, entonces el presidente de Millennium Films Avi Lerner compartió que el proyecto fue llevado a él por Christa Campbell y Lati Grobman y así cambiar el título y nuevamente la trama con la colaboración de Lionsgate acordando para terminar y distribuir nuevamente el proyecto.

### Preproducción
El 13 de agosto de 2014 Seth M. Sherwood fue contratado para escribir la película titulándolo Leatherface. El 31 de octubre de 2014 Julien Maury y Alexandre Bustillo fueron contratados para dirigir la película. El 9 de marzo de 2015, Sam Strike obtuvo el papel principal de Jackson Sawyer o como es conocido por muchos Leatherface, el 11 de marzo de ese mismo año, James Bloor se unió al elenco, el 31 de marzo de ese mismo año, Stephen Dorff se une al elenco para interpretar al comisario Hal Hartman, el 27 de abril de ese mismo año, Jessica Madsen se une al elenco, el 5 de mayo de ese mismo año, Lili Taylor se une al elenco, reemplazando a Angela Marie Bettis que por inconvenientes con la producción, abandonó el proyecto y el 6 de mayo un día después, Vanessa Grasse logra obtener un papel principal, interpretando a Lizzy, la joven enfermera del hospital.

### Rodaje
El rodaje comenzó el 18 de mayo de 2015, en Bulgaria para un previsto lanzamiento en el 2016, mientras que algunas películas que fueron rodadas en Texas y una en California, este sería el primer filme rodado fuera del país, en Bulgaria.
Sherwood escribió algunas de las locaciones de la película en el guion como homenaje a Leatherface: The Texas Chainsaw Massacre III; en la cual explica: "La tercera película, inicio la idea de distanciarse de las primeras dos películas originales, la cual estallo diez veces. Siempre pienso en la ubicaciones de las películas y busco lugares que se asemejen a los otros y así adicionarlo a ellos para hacerlo mas interesante, así como un claro ejemplo, la granja de los Sawyer.". La nueva granja que añadieron para ser parte de la saga se iba a utilizar inicialmente con moderación, hasta que Sherwood discutió el asunto con los directores Maury y Bustillo. Sherwood declaró: "Desarrollar el guión con los directores era realmente muy fácil, sabíamos lo que queríamos hacer desde el principio, y lo consiguieron. Yo realmente no tenía la idea de la granja tan clara y si íbamos a cruzar ideas, aprovechando la casa en el campo, pues decidimos usarlo y quedamos totalmente seguro con eso."

### Cronología
Siendo una precuela de la primera película; Leatherface fue escrito por Seth M. Sherwood para así adicionarlo como parte de la saga así como cualquier película de esta, aunque con una clara excepción; que fue totalmente distanciada con intención del remake The Texas Chainsaw Massacre y su precuela The Texas Chainsaw Massacre: The Beginning (en parte). Respetando los eventos ficticios de la película original y sus diversas secuelas, la caracterización de Leatherface está basado en los aspectos de Gunnar Hansen de la película original, así como el nombre de Drayton, Nubbins y el conocido apellido Sawyer fueron sacados originalmente de The Texas Chainsaw Massacre 2. El concepto principal para la creación del corrupto personaje Comisario Hal Hartman fue inspirada por Lefty Enright, un guardia de Texas que apareció en la segunda película mientras que el personaje de Clarice fue originalmente concebido como un homenaje a Chop Top Sawyer, El comisario Hal Hartman es el padre de Burt Hartman, un personaje principal y antagonista que apareció en Texas Chainsaw 3D la cual en ella se originó el personaje Verna Carson que fue interpretada por Marilyn Burns y que en esta pasa a llamarse, Verna Sawyer. El personaje de la enfermera Lizzy que es interpretada por Vanessa Grasse no homenajea a nadie pero Sherwood aclara que esta tiene menores semejanzas con el personaje de Chrissie, la protagonista principal de The Texas Chainsaw Massacre: The Beginning que fue interpretada por Jordana Brewster, convirtiéndose en la única referencia a esta aunque no tan aclarada.

## Escenas Eliminadas
En la película hubo un total de 6 escenas que fueron eliminadas, entre ellas:
• En la granja de los Sawyer, Jed espía a su abuelo al matar un cerdo con un mazo después lo pone en una mesa y le saca los intestino con la motosierra (Escena cambiada).
• El oficial Hal Hartman visita la tumba de su hija Betty en medio del prado (Escena eliminada).
• Una confesión de amor entre Jackson y Lizzy en la casa rodante (Escena eliminada).
También hay otra escena que fue cambiada, que iba a ser el verdadero final alternativo de la película.
Cuando Lizzy golpea a Nubbins y sale de la sala, empieza a subir al segundo piso, cuando entra a una habitación encuentra al Abuelo Sawyer sentado en una silla, Lizzy intenta abrir la ventana para escapar pero aparece Verna por detrás después aparece Jackson dónde la agarra y la tira al suelo, Jackson enciende su motosierra y se la pone entre la entrepierna, después le corta la pierna de Lizzy, al escuchar los gritos de Lizzy suelta la motosierra y empieza a llorar, después el Abuelo golpea a Lizzy con un mazo en la cabeza dejándola inconsciente.
Al día siguiente, Verna quema la ropa de Hartman, Drayton y Nubbins le dan a los cerdos la carne de Hartman, Jackson se hace una máscara con las caras de Hartman y Lizzy, cuando se la pone se agrega lápiz labial en la boca, después se levanta y agarra su motosierra, en otra parte se ve a Lizzy (aún con vida) y gindada en un gancho de carnicero y sin tener piel en su cara, Jackson se pone detrás de ella y le pone su motosierra en la entrepierna para dividirla en dos, la pantalla se torna en blanco y termina.

## Lanzamiento
La película fue originalmente planeada para un breve lanzamiento en el 2016. Pero por razones desconocidas fue aplazada por Lionsgate Films. Sherwood especuló que el estudio pudo haber tenido una intervención por otra película que también sería lanzado para esa fecha pero también admitió que no tenía ninguna clara explicación en concreto de la demora.
El 12 de mayo de 2017, la productora Christa Campbell, anunció su fecha de salida para el mes de octubre del mismo año. La película tuvo un adelantado lanzamiento en el FrightFest 2017 el 25 de agosto seguido de un estreno exclusivo a través del servicio de satélite DirecTV el 21 de septiembre y otra amplia distribución a través de Vídeo bajo demanda respetando la condición de un lanzamiento definitivo para el 20 de octubre. también fue seleccionado como parte de la programación para el Screamfest Horror Film Festival, que se desarrollara desde el 10 a 19 de octubre de ese mismo año en el Teatro Chino de Grauman.

## Recepción
La película recibió críticas generalmente de mixtas a desfavorables por parte del sitio web Rotten Tomatoes, dando una puntuación total de 29% y una clasificación promedia de 6/10.
También recibió reseñas favorables como la de Stephen Dalton de la revista The Hollywood Reporter, que se refirió a la cinta como "una historia gran de origen para la franquicia de horror de Texas Chainsaw Massacre" y también señaló las actuaciones de Lili Taylor y Stephen Dorff. Bloody Disgusting un sitio web de entretenimiento del género de terror, dio una puntuación de 3.5/5 alegando que los directores Maury y Bustillo han hecho la mejor película de la franquicia, pese a que esta se aleje del subgénero de terror, slasher con quien siempre la saga se caracterizó.
Pero en su gran mayoría, la película recibió críticas negativas por parte de los críticos,  ya que en una puntuación negativa por parte de Flickering Myth señaló que: "Algunas historias no necesitan ser contadas desde un inicio y Leatherface es una de ellas." seguido de: "No es que sea una retcon pobre o una precuela inútil, simplemente que de como tantas secuelas, precuelas y remakes han elevado la franquicia y haciéndola reconocida, Leatherface lamentablemente no fue una de ellas." La revista de Screen International nombró favorablemente a la película como: un esfuerzo de línea de producción con un gran interés a la franquicia a lugar de la obra psicológica de Tobe Hooper", afirmando que: "esta octava entrega está por encima de la media para sus series atenuadas. Los niveles de Gore son tan altos como se esperaba con naturalidad y hasta el final deja las cosas abiertas para más interés.". Aunque por otra parte IGN la clasificó como la peor Masacre en Texas de todas las entregas, alegando que: "No agregó ninguna novedad a la franquicia, el problema es que no solo la película sea otra precuela (la cual es aburrido), pero que el camino hacia la trama interesante nos lleva a través de un territorio casi insoportablemente desconocido. parece que los cineastas que hicieron Leatherface no vieron las películas originales y sus diversas entregas posteriores."

## Futuro
En 2019, empezó el desarrollo de una nueva película con Chris Thomas Devlin y Fede Álvarez como escritor y productor, respectivamente. Se pretende que sea una secuela directa de la película de 1974, sin relación con Texas Chainsaw 3D y Leatherface. La producción de la película terminó en 2021 y se estrenó en febrero de 2022 en la plataforma Netflix.